# Glenglassaugh

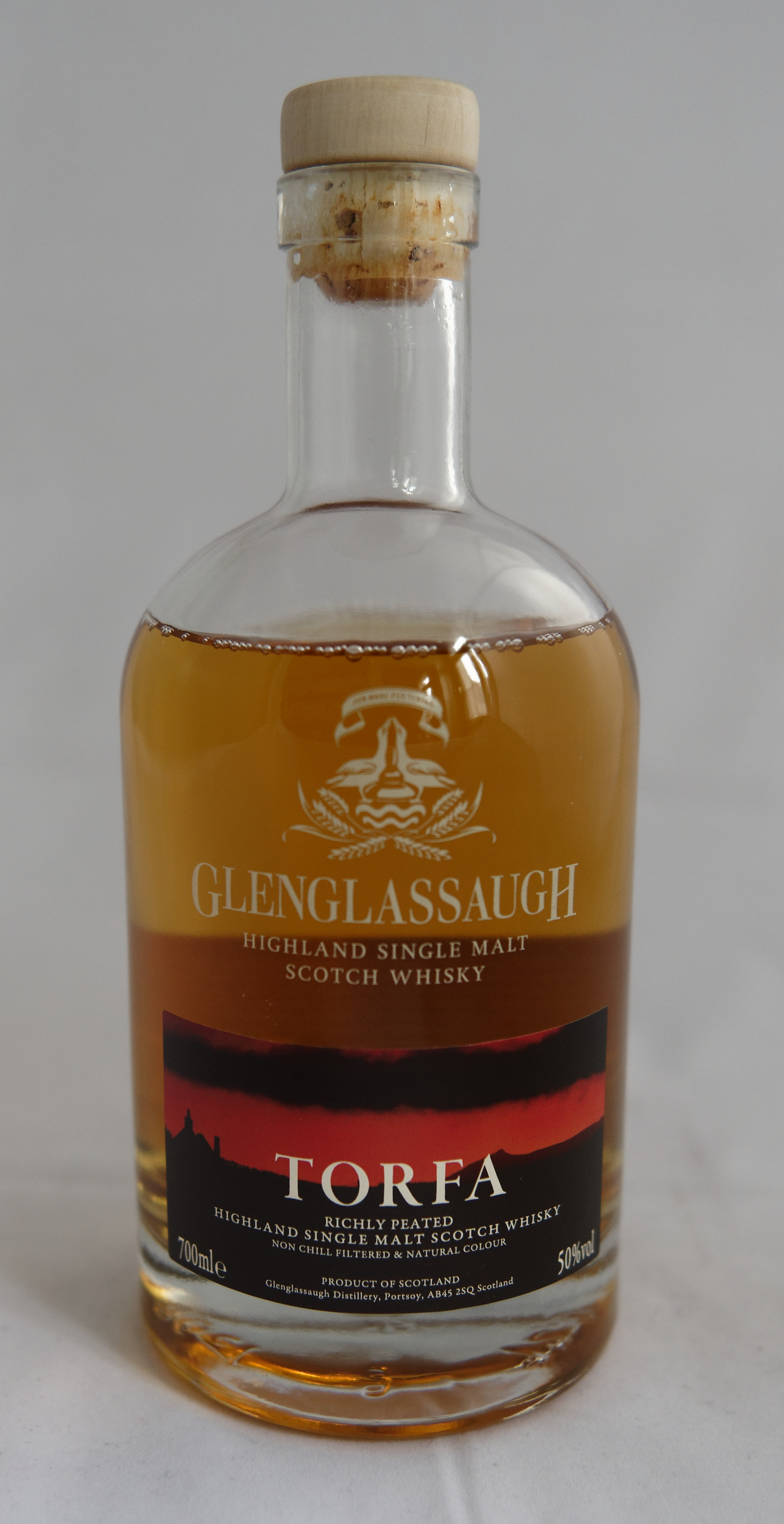
Glenglassaugh Torfa, 50 % vol., richly peated

Glenglassaugh est une distillerie de whisky située dans la région des Highland en Écosse. La distillerie, fondée en 1875, est actuellement en opération depuis 2008. Une reprise de son activité fut inaugurée à la fin de l’année 2008 car la distillerie a été rachetée par des investisseurs néerlandais. Le premier whisky fut même lancé sur le marché au début 2012 avec le nom de Revival.

## Historique
La distillerie de Glenglassaugh a été créée par The Glenglassaugh Distillery Company Ltd pour répondre à la très forte demande de whisky de la fin du XIXe siècle. Le site fut choisi à l’origine à cause de sa proximité d’une source d’une grande qualité (Glassaugh Springs) et de nombreux champs d’orge. À la fin des années 1890, la distillerie fut vendue à Highland Distillers qui en resta le propriétaire jusqu’en 2008. Highland Distillers est une filiale de The Edrington Group.
Pendant le XXe siècle, Glenglassaugh a connu de nombreuses périodes d’activité entrecoupées par des périodes de sommeil. En 1960, elle fut reconstruite et sa capacité de production doublée. L’alcool produit est devenu plus léger.
En 1986, alors que toute l’industrie du whisky est en pleine restructuration, la distillerie est mise en sommeil.
Le whisky produit dans cette distillerie a été traditionnellement utilisé pour la fabrication de blends tels que Cutty Sark, Laing’s et The Famous Grouse.